# Tatort: Brandmal
Brandmal ist ein Fernsehfilm aus der Krimireihe Tatort. Der vom WDR produzierte Beitrag wurde am 19. Oktober 2008 im Ersten Programm der ARD ausgestrahlt. Es ist der 41. Fall des Ermittler-Teams Max Ballauf und Freddy Schenk und die 708. Tatortfolge.

## Handlung
Eine junge Frau stirbt an den Folgen einer Rauchvergiftung. Die Kommissare Ballauf und Schenk werden gerufen und ermitteln in dem Kölner „Problemviertel“. Der Brand wurde im Keller des Wohnhauses offensichtlich vorsätzlich gelegt und die sich danach im Haus verteilenden Kohlenmonoxidgase haben die Mieterin unbemerkt erreichen können. Der Hausbesitzer, Hans-Dieter Lange, zeigt sich verstört, denn er wähnte seine Mieterin im Urlaub. Lange verdächtigt sofort ein Mädchen, das im schräg gegenüberliegenden Flüchtlingsheim wohnt. Er hatte sie vor kurzem beim Diebstahl in seinem Laden ertappt und dabei drohte sie ihm, sein Geschäft anzuzünden. Der Fund eines Medaillons im Keller nährt diesen Verdacht. Es gehört Lutvija Demiri, einem der Romakinder, das schon mehrfach polizeilich auffällig geworden ist. Die Kommissare befragen das Mädchen, können aber nicht viel ausrichten, da sie minderjährig und damit strafunmündig ist. Ehe sie sich versehen, entwischt sie ihnen und entzieht sich einer weiteren Befragung.
Nachdem sich herausgestellt hat, dass das Opfer in der neunten Woche schwanger war und der Freund, Kai Bracht, sich nicht sonderlich erschüttert vom Tod seiner Freundin zeigt, halten sie es durchaus für möglich, dass er der Verursacher des Brandes war. Zudem ist er als sehr eifersüchtig bekannt. Doch die Überprüfung seines Alibis lässt ihn als Täter ausscheiden.
Ballauf und Schenk ermitteln auch noch in eine andere Richtung. Sie spürten schnell den Unmut der Kölner Bevölkerung gegen das Heim. Seit Jahren versuchte sie sich gegen die ungeliebten Bewohner zur Wehr zu setzen, konnte aber bisher nichts erreichen. Eine Brandstiftung, die durch die Asylbewerber vorsätzlich verursacht worden wäre, könnte für ihre Bemühungen sehr hilfreich sein. Zudem ist der Hausbesitzer Hans-Dieter Lange verschuldet und das Geld der Versicherung dürfte ihm da gerade recht kommen. Kurze Zeit später wird er erhängt im Lager seines Lebensmittelladens aufgefunden. Für Ballauf ein Indiz dafür, dass Lange möglicherweise mit dem Tod seiner Mieterin nicht fertiggeworden ist.
Lutvija Demiri wird inzwischen in ihrem Versteck von einem Motorradfahrer entdeckt, der offensichtlich auf der Jagd nach ihr ist. Auf der Flucht vor ihm rennt sie vor ein Auto und wird von Ballauf in Gewahrsam genommen. Es gelingt ihm, zu dem Mädchen, das sich extrem abweisend verhält, etwas Vertrauen aufzubauen. Er bringt sie in einem Hotel unter, da er vermutet, dass der Motorradfahrer noch immer auf der Suche nach ihr ist. Bei den Gesprächen mit ihr wird Ballauf klar, dass sie auf keinen Fall eine Brandstifterin sein kann, da ihr Vater vor ihrer Flucht aus dem Kosovo verbrannt ist und sie an dem Trauma noch immer leidet. Möglicherweise hat sie aber, ohne es zu wissen, den Täter gesehen, weshalb er sie zum Schweigen bringen will. Nachdem Lutvija sich ein zweites Mal aus dem Polizeigewahrsam entziehen kann, gerät sie erneut in Gefahr, da der Motorradfahrer sie findet. Ballauf und Schenk, die Lutvija gefolgt sind, können den Mann auf frischer Tat ertappen und festnehmen. Es handelt sich dabei um Kai Bracht, der angibt, dass er seine Freundin rächen wollte, da auch er das Mädchen für die Täterin hält.
So bleibt die Frage nach dem Brandstifter zunächst ungeklärt. Eine Spur führt die Ermittler am Ende zu Stefan Woditsch, einem sportlichen jungen Mann, der zugibt, von Hans-Dieter Lange beauftragt worden zu sein, im Keller von dessen Laden Feuer zu legen. Dass dabei jemand zu Schaden kam, habe er nicht gewollt.

## Hintergrund
Der Vorsitzende des Zentralrats Deutscher Sinti und Roma, Romani Rose, hatte vor der Erstausstrahlung in einem offenen Brief an WDR-Intendantin Monika Piel massive Kritik an dem „Tatort“ geäußert. Seiner Meinung nach enthalte „Brandmal“ sowohl negative Klischees als auch diskriminierende Stereotype über Roma und forderte, auf die Ausstrahlung der Folge zu verzichten.
Der WDR wies die Kritik zurück: „Im Gegensatz zu den Vorwürfen des Zentralrates sind wir davon überzeugt, dass mit einem sorgfältig recherchierten Buch und dem behutsam inszenierten Film mit der Problematik sehr differenziert umgegangen wird. Der Film bestätige gerade nicht die üblichen Klischees. Im Gegenteil baue er - ganz in der Tradition der eher sozialkritisch angelegten Kölner „Tatort“ – Vorurteile ab.“
Der Film wurde vom 15. November 2007 bis 14. Dezember 2007 in Köln und Umgebung gedreht.

## Rezeption

### Einschaltquoten
Die Erstausstrahlung von Brandmal am 19. Oktober 2008 wurde in Deutschland von 7,89 Millionen Zuschauern gesehen und erreichte einen Marktanteil von 22,7 Prozent für Das Erste.

### Kritiken
„Kriminalistisch schlicht, gut gemeint, durchwachsen gemacht!“

„Wenn man dem Film einen Vorwurf machen kann, dann den, dass er es mit der guten Absicht, die in jeder einzelnen Szene aufscheint, maßlos übertreibt. Und deshalb ist dies leider auch kein guter ‚Tatort‘, die hehre Botschaft bestimmt die Zeichnung der Figuren, die Dialoge und die Dramaturgie. Nur ganz zum Schluss löst der Film mit einer schönen Pointe die Klischees auf, die er neunzig Minuten lang lähmend und hölzern bekämpft. Und nur diese Pointe kann einen mit dem Film wieder versöhnen.“

### Trivia
Auch dieses Mal hat Schenk mit dem dunkelblauen 1968er Ford Mustang Fastback (K-O 7114) wieder einen beliebten Oldtimer als Dienstwagen.